# Oriente Medio Día
Oriente Medio Día är en ort i Mexiko.   Den ligger i kommunen Espinal och delstaten Veracruz, i den sydöstra delen av landet, 200 km nordost om huvudstaden Mexico City. Oriente Medio Día ligger 74 meter över havet och antalet invånare är 507.
Terrängen runt Oriente Medio Día är platt. Runt Oriente Medio Día är det ganska tätbefolkat, med 65 invånare per kvadratkilometer. Närmaste större samhälle är Coyutla, 18,4 km väster om Oriente Medio Día. Omgivningarna runt Oriente Medio Día är en mosaik av jordbruksmark och naturlig växtlighet.